# Зелений Бір (Калінінградська область)
Зелений Бір (рос. Зелёный Бор) — селище Черняховського району, Калінінградської області Росії. Входить до складу Свободненського сільського поселення.
Населення —  87 осіб (2015 рік). 

## Населення
| 2002 | 2010 |
| ---- | ---- |
| 85   | ↗87  |